# Willem Benjamin van Panhuys

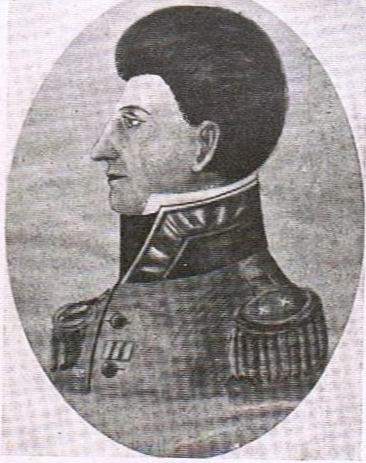
Porträt von Willem Benjamin van Panhuys

Willem Benjamin van Panhuys (* 5. Dezember 1764 in Maastricht; † 18. Juli 1816 in Paramaribo) war ein niederländischer Militär, Plantageneigentümer und Generalgouverneur in Suriname.

## Leben, Militärlaufbahn
Willem Benjamin war erstgeborener seiner Eltern Huybert Aemilius van Panhuys und Johanna Gerarde geborene Heldewier. Er trat bereits im Alter von 14 Jahren als Kadett in den Staatsdienst bei dem Regiment Oranje Gelderland ein. Als Militär machte er schnell Karriere, denn im Jahre 1783 hatte er als Kapitän schon eine Kompanie im Regiment von Stuart unter seinem Befehl, 1788 folgte seine Beförderung zum Major und 1793 zum Leutnant-Colonel. In diesem Rang nahm er 1794 an der Schlacht bei Fleurus teil. Im Januar 1795 kapitulierten die Niederlande gegenüber den französischen Truppen und hiermit kam ein Ende an der Republik der Sieben Vereinigten Provinzen. Von der neu gegründeten Batavischen Republik wollte van Panhuys nichts wissen und zog nach Deutschland. Im Jahre 1799 folgte er dem Aufruf des Prinzen von Oranien, dem späteren Wilhelm I. (Niederlande) aus dem Exil um nach England zu reisen und die geplante Invasion der Batavischen Republik durch Englisch-Russische Truppen zu unterstützen. Nach dem letztlich gescheiterten Umsturzversuch verließ Willem van Panhuys aus familiären Gründen zeitweise das Militär. 

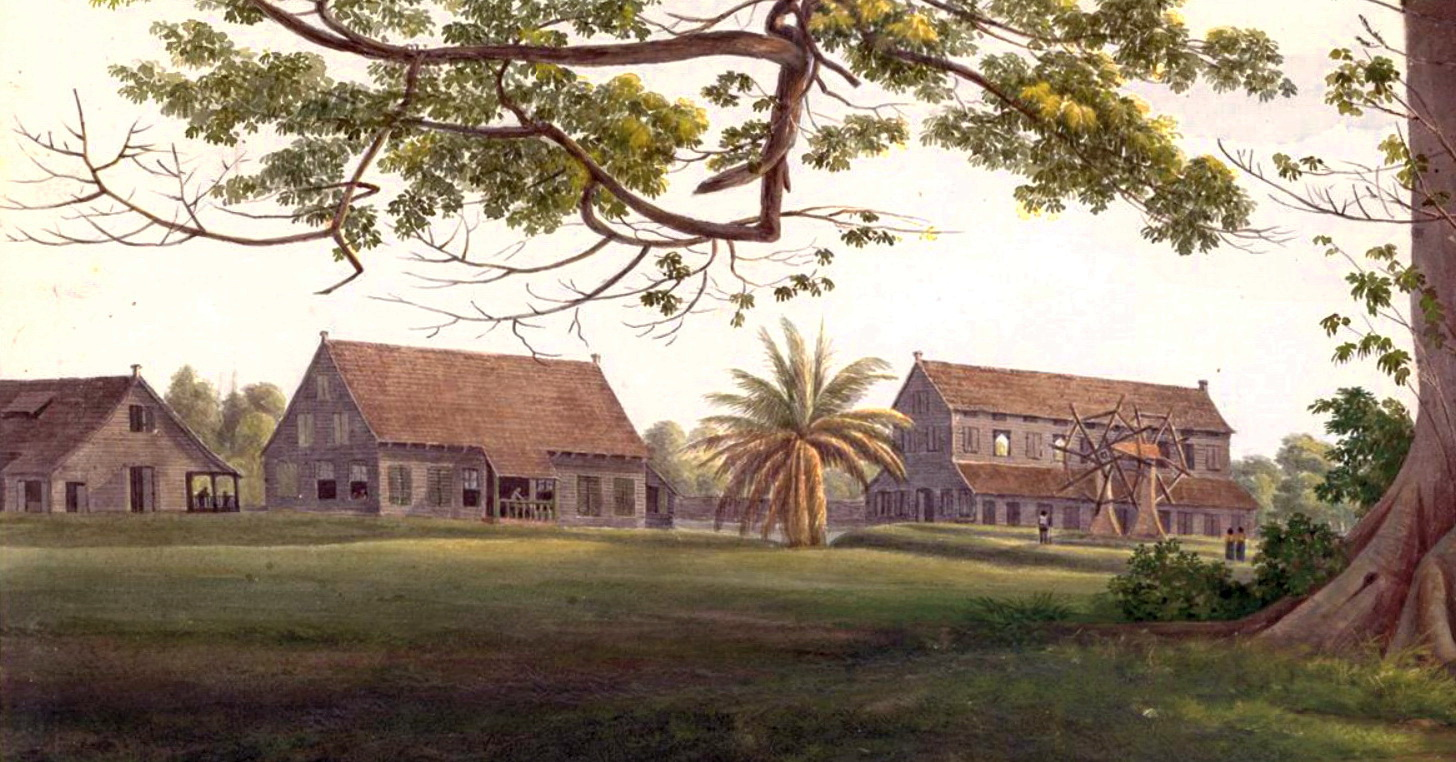
Hauptbauten der Plantage Nut en Schadelijk in Suriname, 1813 von Louise von Panhuys aquarellisiert

### Ehen, Suriname
Willem Benjamin van Panhuys hatte 1790 Clasina Alexandrina Elisabeth Reijnsdorp (auch Rhijnsdorp und Reynsdorp) geheiratet, die bereits 1797 in Eisenach verstarb. Von seiner verstorbenen Frau erbte er die Kaffeeplantage Nut en Schadelijk am Unterlauf des Commewijne. Im Jahre 1800 reiste der Witwer für kurze Zeit nach Suriname um die Erbschaftsangelegenheit vor Ort zu regeln. Fünf Jahre später folgte die zweite Ehe. Am 26. November 1805 heiratete er Louise Friederike Auguste von Barckhaus genannt von Wiesenhütten. Im Jahre 1811 begleitete sie ihren Mann und seinen Sohn aus erster Ehe Georg Emil August (* 22. Juli 1796 in Hannover; † 31. Januar 1871 in Frankfurt) nach Suriname. Da die Besitzverhältnisse der Plantage Nut en Schadelijk umstritten waren, erwarben sie 1811 die am anderen Ufer des Commewijne gelegene Zuckerrohrplantage Alkmaar. Im Jahre 1813, nach dem ersten Fall von Napoleon Bonaparte verließen sie das seit 1804 durch die Briten besetzte Suriname wieder und kehrten nach Europa zurück.

### Generalgouverneur
Nach seiner Rückkehr wurde er im Jahre 1814 durch Wilhelm I. zum Generalgouverneur von Suriname ernannt. Im Britisch-Niederländischer Vertrag von 1814 hatten die Briten u. a. Suriname an die Niederlande zurückgegeben. Er konnte jedoch durch die Rückkehr von Napoleon, seiner Herrschaft der Hundert Tage und dem neuerlichen Krieg sein Amt nicht antreten. Stattdessen ernannte Wilhelm I. im April 1815 Generalmajor Willem van Panhuys zu seinem Vertreter beim preußischen Hauptquartier.
Nach der endgültigen Niederlage Napoleons sollte es noch bis Ende Februar 1816 dauern, ehe er das Amt in Paramaribo von dem britischen Gouverneur Pinson Bonham für das Königreich der Vereinigten Niederlande übernehmen konnte.
Seine Regierungszeit war jedoch nur von kurzer Dauer, denn nach kurzer fiebriger Erkrankung starb Willem Benjamin van Panhuys am 18. Juli 1816 im Gouverneurspalais in Paramaribo.